# جنت کوبس
جنت کوبس (انگلیسی: Janet Cobbs؛ زادهٔ ۲۲ فوریهٔ ۱۹۶۷) بازیکن والیبال اهل ایالات متحده آمریکا است.